# Херман, Каролина
Анна Каролина Херманн (нем. Anna Carolina Hermann; род. 3 января 1988, в Вупперталь, Германия) — немецкая фигуристка выступающая в танцах на льду с братом — Даниелем Херманном. Пара — чемпионы Германии 2009 года.

## Биография
Каролина и её брат Даниель выросли в многодетной семье — у них ещё пять братьев и сестёр.
В 2008 году Каролина поступила на службу в армию. Кроме того, она заочно обучается на психолога.

## Карьера
Начала кататься на коньках в 1991 году, в возрасте трёх лет, на замерзшем озере возле дома. В 1994 году поступила в секцию спортивного клуба «SOLINGER Turnerbund». Начинала, как и большинство фигуристов, в одиночном катании, а в 1997 году перешла в танцы и встала в пару со старшим братом Даниелем. Они перешли к Олегу Рыжкину и поменяли клуб на «ERC Westfalen Dortmund». В 2003 году переехали поближе к катку в Дортмунд и живут отдельно от родителей в общежитии спортивного клуба.
В последующие годы пара соревновалась на детском уровне. В 2002 году они стали серебряными призёрами турнира «Мемориал Павла Романа» в категории «новички», а в 2003 году бронзовыми призёрами чемпионата Германии, так же среди «новичков».
С сезона 2003—2004 дуэт выступал на юниорском уровне. В 2004 и 2005 годах они становились вторыми на чемпионатах Германии, а в 2006 завоевали золотые медали среди юниоров. В эти годы они участвуют и в этапах юниорского Гран-при, но в финал им не удалось отобраться ни разу. После победы на национальном первенстве дуэт отправляется на чемпионат мира среди юниоров, где занимает 10-е место, впервые для немецких танцевальных пар за много лет. На чемпионат мира среди юниоров 2008 года Германия получает право выставить два дуэта.
В сезоне 2007—2008 перешли на «взрослый» уровень. Приняли участие в серии Гран-при, выступив на «Skate Canada», но неудачно — заняли там восьмое место. На чемпионате Германии заняли лишь третье место и не вошли в сборную на чемпионаты Европы и мира.
В сезоне 2008—2009 много стартовали на различных второстепенных турнирах: «Finlandia Trophy», «Nebelhorn Trophy», NRW Trophy, «Мемориал Ондрея Непелы». В декабре 2008 года стали победителями национального первенства и в январе 2009 дебютировали на чемпионате Европы, где стали 12-ми — неплохой результат для первого раза. В феврале 2009 года стали шестыми на зимней Универсиаде в Харбине.  На чемпионате мира 2009 года были лишь 17-ми и смогли завоевать только одну лицензию в танцах на льду для Германии на зимнюю Олимпиаду 2010.
Немецкий союз конькобежцев для квалификации фигуристов на Олимпийские игры-2010 установил следующие критерии: спортсмены должны были набрать определённую сумму баллов на одном из первых трёх международных турниров сезона 2009—2010 в которых они участвовали. Норматив для танцевальных дуэтов составил 145 баллов . Херманны, которые участвовали в серьёзных соревнованиях серии Гран-при, не смогли выполнить это условие, и на Играх Германию представляли Кристина и Вилльям Байеры .
В январе 2010 года решили сменить тренера и переехали в Лион,в группу к Мюриэль Зазуи.

## Спортивные достижения

### после 2008 года
| Сореанования                  | 2008—2009 | 2009—2010 | 2011—2012 |
| ----------------------------- | --------- | --------- | --------- |
| Чемпионаты мира               | 17        | 22        |           |
| Чемпионаты Европы             | 12        |           |           |
| Чемпионаты Германии           | 1         | 2         | 3         |
| Этапы Гран-при:Skate Canada   |           | 7         |           |
| Этапы Гран-при:Rostelecom Cup |           | 9         |           |
| Finlandia Trophy              | 6         |           |           |
| Nebelhorn Trophy              | 7         | 11        |           |
| Международный кубок Ниццы     |           |           | 6         |
| NRW Trophy                    | 2         |           | 3         |
| Мемориал Ондрея Непелы        | 2         |           |           |
| Мемориал Павла Романа         | 4         |           |           |
| Золотой конёк Загреба         |           | 4         |           |
| Зимние Универсиады            | 6         |           |           |

### до 2008 года
| Соревнования                        | 2001—2002 | 2002—2003 | 2003—2004 | 2004—2005 | 2005—2006 | 2006—2007 | 2007—2008 |
| ----------------------------------- | --------- | --------- | --------- | --------- | --------- | --------- | --------- |
| Чемпионаты мира среди юниоров       |           |           |           |           |           | 10        |           |
| Чемпионаты Германии                 | 4N.       | 3N.       | 4J.       | 2J.       | 2J.       | 1J.       | 3         |
| Этапы Гран-при:Skate Canada         |           |           |           |           |           |           | 8         |
| Nebelhorn Trophy                    |           |           |           |           |           |           | 5         |
| Мемориал Ондрея Непелы              |           |           |           |           |           |           | 5         |
| Мемориал Павла Романа               |           | 3N.       |           | 4J.       | 1J.       | 3J.       | 2         |
| Этапы юниорского Гран-при, Тайвань  |           |           |           |           |           | 8         |           |
| Этапы юниорского Гран-при, Венгрия  |           |           |           |           |           | WD        |           |
| Этапы юниорского Гран-при, Польша   |           |           |           |           | 7         |           |           |
| Этапы юниорского Гран-при, Болгария |           |           | 9         |           | 11        |           |           |
| Этапы юниорского Гран-при, Германия |           |           |           | 12        |           |           |           |
| Этапы юниорского Гран-при, Сербия   |           |           |           | 10        |           |           |           |
| Этапы юниорского Гран-при, Мексика  |           |           | 9         |           |           |           |           |

- N = уровень новичков; J = юниорский уровень; WD = снялись с соревнований